# فريدي فريث
فريدي فريث (بالإنجليزية: Freddie Frith)‏ كان متسابق دراجات نارية إنجليزي فاز ببطولة سباق الجائزة الكبرى للدراجات النارية. نافس في سباقات بطولة العالم لفئة 500 سي سي ولفئة 350 سي سي ولفئة 50 سي سي. كما شارك في كأس جزيرة مان السياحية.

## البطولات
- سباق الجائزة الكبرى للدراجات النارية 1949